# Circuit Mont-Tremblant

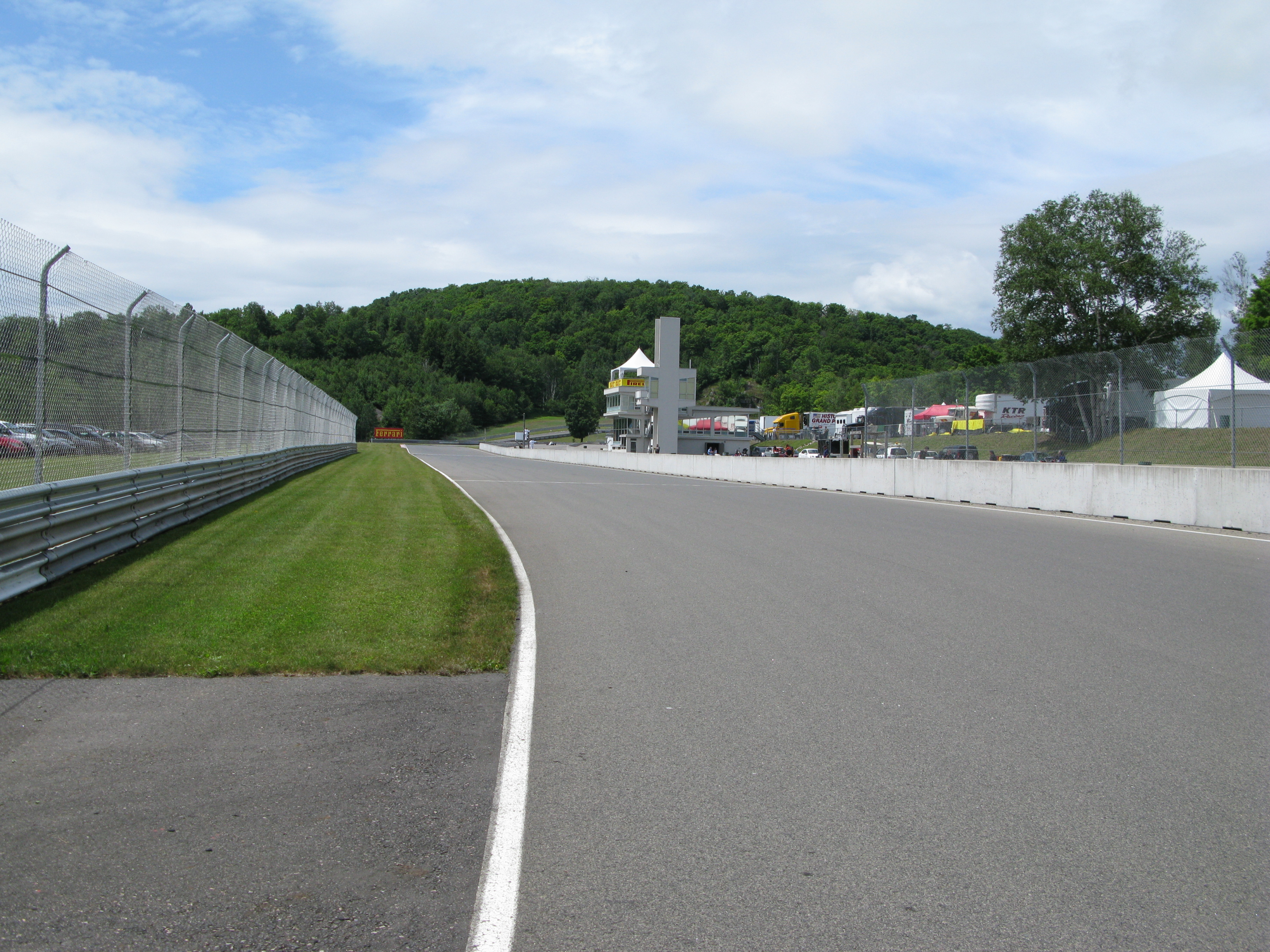
Startgerade des Kurses

Der Circuit Mont-Tremblant ist eine Motorsport-Rennstrecke nahe der Stadt Mont-Tremblant in der Provinz Québec in Kanada.

## Geschichte
1964 wurde der 2,51 km lange North Loop als erster Streckenabschnitt für erste Rundstreckenrennen eröffnet. Nur ein Jahr später erfolgte die Verlängerung der Strecke auf 4,265 km Länge.
Auf der Strecke fanden 1968 und 1970 jeweils der Grand Prix von Kanada in der Formel-1-Weltmeisterschaft statt.
Im Jahr 2000 wurde die Strecke nach mehreren Eigentümerwechseln durch den kanadischen Multimillionär Lawrence Stroll erworben, der den Rennstreckendesigner Alan Wilson mit der Modernisierung der Anlage beauftragte. Daraufhin kehrten die Sportwagenserie der Grand Am und die Indycars kurzfristig auf die nun 4,26 km lange Strecke zurück.
2022 verkaufte Stroll die Anlage an die kanadische Investment-Firma 11938053 Canada Inc.

## Aktuelle Veranstaltungen
- Mopar Canadian Superbike Championship
- Canadian Touring Car Championship
- Ferrari Challenge
- Historic Motor Sports Association
- Formula Tour 1600

## Statistik

### Alle Sieger von Formel-1-Rennen in Mont Tremblant
| Nr. | Jahr | Fahrer      | Konstrukteur | Motor   | Reifen | Zeit          | Streckenlänge | Runden | Ø-Tempo      | Datum         | GP von |
| --- | ---- | ----------- | ------------ | ------- | ------ | ------------- | ------------- | ------ | ------------ | ------------- | ------ |
| 1   | 1968 | Denis Hulme | McLaren      | Ford    | G      | 2:27:11,200 h | 4,265 km      | 90     | 156,475 km/h | 22. September | Kanada |
|     |      |             |              |         |        |               |               |        |              |               | Kanada |
| 2   | 1970 | Jacky Ickx  | Ferrari      | Ferrari | F      | 2:21:18,400 h | 4,265 km      | 90     | 162,986 km/h | 20. September | Kanada |